# Le Héros du désert
Pour plus de détails, voir Fiche technique et Distribution.
Le Héros du désert (titre original : A Desert Hero) est comédie burlesque américaine réalisée par Roscoe Arbuckle, sortie en 1919.

## Fiche technique
- Titre : Le Héros du désert
- Titre original : A Desert Hero
- Réalisation : Roscoe Arbuckle
- Photographie :
- Montage :
- Producteur : Joseph M. Schenck
- Société de production : Comique Film Corporation
- Société de distribution : Paramount Pictures
- Pays de production :  États-Unis
- Langue : film muet avec les intertitres en anglais
- Métrage : 600 mètres (2 bobines)
- Format : Noir et blanc — 35 mm — 1,33:1 — Muet
- Genre : Comédie, Film burlesque
- Durée : 19 minutes
- Date de sortie :
  - États-Unis : 1er juin 1919

## Distribution
- Roscoe Arbuckle : Fatty
- Al St. John :
- Molly Malone :
- Alice Lake :